# Reserva de Desenvolvimento Sustentável Veredas do Acari
A Reserva de Desenvolvimento Sustentável Veredas do Acari (REDS Veredas do Acari) é uma unidade de conservação de uso sustentável da esfera estadual mineira, criada em 2003 e gerida pelo IEF-MG. A reserva está localizada no bioma cerrado, dentro do município de Chapada Gaúcha, possui várias veredas sendo a principal à Acari. Atualmente, a reserva não é aberta para visitação mas, possui casa de pesquisa.

## Produção de mudas
O IEF-MG possui um viveiro de mudas de árvores nativas e frutíferas na REDS Veredas do Acari, as árvores nativas tem como destino principal programas de recuperação de áreas degradadas e as árvores frutíferas tem destino às comunidades rurais da região com o objetivo de promover a renda.